# Distrikt Anta (Anta)
Der Distrikt Anta liegt in der Provinz Anta der Region Cusco in Südzentral-Peru. Der am 21. Juni 1825 gegründete Distrikt hat eine Fläche 187 km². Beim Zensus 2017 lebten 21.674 Einwohner im Distrikt. Im Jahr 1993 lag die Einwohnerzahl bei 16.737, im Jahr 2007 bei 16.336. Die Distrikt- und Provinzverwaltung befindet sich in der auf einer Höhe von 3345 m gelegenen Stadt Anta mit 10.182 Einwohnern (Stand 2017). Anta liegt 20 km westnordwestlich der Regionshauptstadt Cusco.

## Geographische Lage
Der Distrikt Anta liegt in den Anden im zentralen Osten der Provinz Anta. Das Gebiet wird über den Río Huarocondo nach Norden zum Río Urubamba entwässert.
Der Distrikt Anta grenzt im Südwesten an den Distrikt Chinchaypujio, im Westen an die Distrikte Zurite und Huarocondo, im Norden an den Distrikt Maras (Provinz Urubamba), im Nordosten an den Distrikt Chinchero (ebenfalls in der Provinz Urubamba), im Osten an die Distrikte Cachimayo und Pucyura sowie im Südosten an den Distrikt Ccorca (Provinz Cusco).

## Sehenswürdigkeiten
Besuchenswert ist die im Kolonialstil erbaute katholische Pfarrkirche Santisíma Trinidad in Anta.